# Departamento Cochinoca
Das Departamento Cochinoca ist eine von sechzehn Verwaltungseinheiten der Provinz Jujuy im Nordwesten Argentiniens. Es liegt im nördlichen Zentrum der Provinz Jujuy. Die Hauptstadt des Departamentos ist Abra Pampa. 
Cochinoca grenzt im Norden an das Departamento Yavi, im Osten an die Departamentos Humahuaca und Tumbaya, im Süden an die Provinz Salta und im Westen an die Departamentos Susques und Rinconada. Im Süden des Departamentos liegt der See Laguna de Guayatayoc, der für seine Flamingo-Kolonien bekannt ist. 
Gemäß dem Zensus von 2001 hat das Departamento Cochinoca 12.111 Einwohner (INDEC, 2001). Nach Schätzungen des INDEC ist die Bevölkerung im Jahre 2005 auf 13.301 Einwohner gestiegen. 

## Geschichte
Die spanischen Eroberer fanden in der Region die Indiovölker der Casabindos und Cochinocas vor, die sich dem Bergbau widmeten. Durch den Reichtum an Bodenschätzen wurde Cochinoca zu einer wirtschaftlich bedeutenden Siedlung innerhalb der argentinischen Puna. 

## Städte und Gemeinden
Im Departamento Cochinoca gibt es insgesamt vier Gemeinden in kommunaler Selbstverwaltung: 
| - Abra Pampa (Municipio) | - Abdón Castro Tolay (Comisión municipal) - Abraleite (Comisión municipal) - Puesto del Marqués (Comisión municipal) |

Darüber hinaus gibt es folgende Siedlungen:
| - Rinconadillas - Santuario de Tres Pozos - Casabindo - Tusaquilla - Cochinoca - San Francisco de Alfarcito - Nuevo Arbolito - Cangrejos | - Miniaio - Tusaquilla (Cantera) - Tambillos - San Jose de Miraflores - Rachaite - Quichuagua - Muñayoc - Cince | - Doncellas Chicas - Doncellas Grandes - Rumicruz - Potrero - Agua Caliente de la Puna - Agua Caliente - Lulluchayoc - La Redonda |

Koordinaten: 22° 42′ S, 65° 42′ W